# Ansonia jeetsukumarani
Ansonia jeetsukumarani é uma espécie de anfíbio da família Bufonidae.

## Distribuição
Essa espécie é endêmica de Fraser's Hill e Sungai Pergau, na Península da Malásia, sendo encontrada em aitudes que variam de 1059 e 1125m.